# 招財貓
招財貓，是日本一種常見的貓型偶像擺設，通常用陶瓷製作。一般為白色，形態為其中一手高舉至頭頂，作出向人招倈的手勢。关于猫的招财功能起源，唐代段成式著《酉阳杂俎》曾写道：“猫洗面过耳则客至”，招财猫的形象跃然纸上；由可以确定至少在一千年前的唐代，民间就有此一习俗了。

## 有關的各種說法
十八世紀後葉，現在這樣的陶製招財貓已出現在商店裏。招財貓的需要主要來自餐飲業，舉著左手招客，右手抱小判金幣，個頭比較大的業務專用招財貓是主要的産品。相反，舉著右手象徵招來幸福、財運，比較小型的招財貓是家庭用的。現在，據說這種家庭用的招財貓需要量已經不亞於前者的需要量。隨著這種需要的變化，招財貓的材料、設計、色彩都多樣化了。招財貓自東京流傳至日本各地，質料也因就地取材而不同。惹人憐愛、白底彩繪的類似今戶燒土偶最多見，瓷器次之。予人們招財進寶、帶來好運的招財貓，其中又因為招財貓的產地、動作、顏色等等的不同而有著不同的意義。

### 公、母貓之說
正統的日本招財貓有公貓、母貓之分，公貓舉右手，象徵招財進寶、開運致福；母貓舉左手，象徵廣結善緣、千客萬來。在日本一般店家擺放的多是母貓，因為日本人相信只要有人潮，基本上就會有錢潮。

### 左、右手之說
傳說中，商家的招財貓舉右手可以招白天的來客，舉左手則是招來作夜間生意或特種行業的客人；另外舉右手象徵招財、錢財幸福到來；左手則是象徵招人、客人絡繹不絕、買氣旺。台灣商家既愛招財、又愛人潮的經營模式，台灣業者興起台式招財貓，又招財又招客的舉起雙手好像在喊萬歲，外加肚子上再掛個金元寶的貓。

### 手的高低之說
手舉的位置較低（靠近臉部），可以招來近處的幸福；手舉的位置高（超過頭部），可以呼喚遠處的幸福。

### 賞味期限之說
據傳每隻招財貓招來的好運都有「賞味期限」，最長兩年。不過此說被認為是商人促進汰換流通的經營策略，看來招財貓本身就是商機無限的搖財貓了。

## 招財貓的變化及寓意
舉起右手的意思是「招財」，而舉起左手則意指「招福」；若使用兩隻招財貓，一左一右，那麼財和福便能一起到達了。
也可以由招財貓舉的手，分辨牠們的雌雄。東京的豪德寺裡，舉右手的雄貓有招財、招福之意，西方寺裡薄雲大夫舉起左手的「玉」（Tama）是雌貓有招呼客人之意；而招財貓胸前掛著的金鈴，也有開運、招財、招福、緣起的涵義。

### 舉左、右手
- 舉右手：公貓／招財招褔／家庭用
- 舉左手：母貓／招客／行業用

### 種類
- 經典招財貓
- 開運元氣貓
- 波士桃花貓：波士貓指的就是來自西方的波絲貓，所謂桃花不單指姻緣，好人緣、受歡迎、受信任，都是桃花運的解釋

### 顏色
- 白色（包括最具代表性的「三色貓」）：招福
- 金色：财运亨通
- 黑色：避邪消災
- 粉色：戀愛顺利
- 紅色：無病息災
- 綠色：金榜題名
- 黃色：締結良缘
- 蓝色：事业有成
- 紫色：美丽健康

### 圖案
- 寶船：象徵財富
- 鷹：象徵理想和夢想
- 茄子：象徵愿望與理想實現
- 富士山：象徵富貴、名利雙得
- 龜鶴：象徵長壽
- 松竹梅：象徵吉祥
- 四季花卉：象徵富貴
- 鈴噹：象徵開運、缘份
- 櫻花：象徵愛情、事業順利
- 魚：象徵年年有餘

### 手裡的配飾
- 「千萬兩」金幣
- 萬寶福槌
- 葫蘆
- 達摩不倒翁
- 金魚
- 百寶袋
- 蒲團扇

## 由來及典故
招財貓傳說最早可以追溯到日本，約四百年前的江戶時代，可是真正出現陶製的招財貓，卻是一百五十年前。關於招財貓的典故有種種的民間傳說，日本人也實在不知道哪個傳說便是正確的，不同的說法成就了當今日本招財貓不同的流派，如吉原的招財貓、北海道的招財貓，愛知縣的招財貓和越后屋的招財貓等。

### 豪德寺說
源自彥根藩第二代藩主井伊直孝在獵鷹的歸途，通過豪徳寺之際，在門前被和尚飼養的貓招手而入寺休息。結果雷雨降下，幸運躲過一場雨而來。

### 今戶燒說
嘉永5年，某位住在淺草花川戶的老太婆，雖然貧窮也不願棄養愛貓，某夜貓出現夢中，告之「以自己的姿態製作人偶即可福徳自在」，老太婆就以貓的姿態做成今戶燒人偶，在淺草神社鳥居旁販賣，結果大為流行而獲益。

### 自性院說
太田道灌因江古田沼袋原之戰居於劣勢而迷路時，被一隻黑貓招到自性院（新宿區），幸運逃過追擊的敵兵，在寺內度過一夜後，重整軍勢而獲得大勝利。道灌在貓死後奉納的「貓地藏」，至今仍供奉在寺內。

### 伏見稻荷說
也有京都市伏見區的伏見稻荷大社發祥之說。

### 花魁薄雲的三毛貓
花魁薄雲在愛貓死後，在吉原的西方寺奉納貓塚，但此寺已在關東大震災之後移轉至豐島區西巢鴨。

### 隅田川（兩國）的金貓銀貓
花柳界流行擺放招財貓的，是由於江戶時代中期隅田川的有兩間分別擺放一金一銀貓妓院生意興榮，此後妓院往往在門前放置一座大型金銀「招財貓」以招來客人。

### 小判貓說
偷小判救魚販的「玉」貓，魚販在東京的東兩國回向院，建立了 貓冢取名為「小判貓」。

### 越後屋的招財貓
並非日本民間傳說，而是出自原作為奈知未佐子所創作的作品《貓咪的金幣》，在台灣被改編成文字版本廣為流傳。

## 另見
- 金蟾

## 外部連結
- 招財貓的傳說
- 招財貓的七種由來
- 日本雜貨店 （页面存档备份，存于）